# Isotomurus atreus
Isotomurus atreus är en urinsektsart som beskrevs av Christiansen och Bellinger 1980. Isotomurus atreus ingår i släktet Isotomurus och familjen Isotomidae. Inga underarter finns listade i Catalogue of Life.